# Bataille du Cap-Français (1757)
Pour les articles homonymes, voir Bataille du Cap-français.
Guerre de Sept Ans
Batailles
- Minorque (navale) (1756)
- Pirna (1756)
- Lobositz (1756)
- Reichenberg (1757)
- Prague (1757)
- Kolin (1757)
- Hastenbeck (1757)
- Gross-Jägersdorf (1757)
- Moys (1757)
- Rochefort (1757)
- Rossbach (1757)
- Breslau (1757)
- Leuthen (1757)
- Carthagène (navale) (1758)
- Olomouc (1758)
- Saint-Malo (1758)
- Rheinberg (1758)
- Krefeld (1758)
- Domstadl (1758)
- Cherbourg (1758)
- Zorndorf (1758)
- Saint-Cast (1758)
- Tornow (1758)
- Lutzelberg (1758)
- Hochkirch (1758)
- Bergen (1759)
- Kay (1759)
- Minden (1759)
- Kunersdorf (1759)
- Neuwarp (navale) (1759)
- Hoyerswerda (1759)
- Baie de Quiberon (navale) (1759)
- Maxen (1759)
- Meissen (1759)
- Glatz (1760)
- Landshut (1760)
- Corbach (1760)
- Emsdorf (1760)
- Dresde (1760)
- Warburg (1760)
- Liegnitz (1760)
- Rhadern (1760)
- Berlin (1760)
- Kloster Kampen (1760)
- Torgau (1760)
- Belle-Île (1761)
- Langensalza (1761)
- Cassel (1761)
- Grünberg (1761)
- Villinghausen (1761)
- Ölper (1761)
- Kolberg (1761)
- Wilhelmsthal (1762)
- Burkersdorf (1762)
- Lutterberg (1762)
- Reichenbach (1762)
- Almeida (1762)
- Valencia de Alcántara (1762)
- Nauheim (1762)
- Vila Velha de Ródão (1762)
- Cassel (1762)
- Freiberg (1762)

- Jumonville Glen (1754)
- Fort Necessity (1754)
- Fort Beauséjour (1755)
- 8 juin 1755
- Monongahela (1755)
- Petitcoudiac (1755)
- Lac George (1755)
- Fort Bull (1756)
- Fort Oswego (1756)
- Kittanning (1756)
- En raquettes (1757)
- Pointe du Jour du Sabbat (1757)
- Fort William Henry (1757)
- German Flatts (1757)
- Lac Saint-Sacrement (1758)
- Louisbourg (1758)
- Le Cran (1758)
- Fort Carillon (1758)
- Fort Frontenac (1758)
- Fort Duquesne (1758)
- Fort Ligonier (1758)
- Québec (1759)
- Fort Niagara (1759)
- Beauport (1759)
- Plaines d'Abraham (1759)
- Sainte-Foy (1760)
- Neuville (1760)
- Ristigouche (navale) (1760)
- Mille-Îles (1760)
- Signal Hill (1762)

- Cap-Français (1757)
- Martinique (1759)
- Guadeloupe (1759)
- Dominique (1761)
- Martinique (1762)
- Cuba (1762)

- Chandernagor (1757)
- Plassey (1757)
- Gondelour (1758)
- Négapatam (navale) (1758)
- Condore (1758)
- Madras (1758)
- Pondichéry (navale) (1759)
- Masulipatam (1759)
- Chinsurah (1758)
- Wandiwash (1760)
- Pondichéry (1760-1761)
- Manille (1762)

- Saint-Louis (1758)
- Gorée (1758)
- Gambie

La bataille du Cap-Français est un engagement naval de la guerre de Sept Ans qui opposa les Français et les Britanniques le 21 octobre 1757 au large du Cap-Français à Saint-Domingue (aujourd'hui Cap-Haïtien en Haïti).
La force britannique, constituée de trois navires de ligne dont deux vaisseaux de 60 canons et un de 64 canons placés sous le commandement d'Arthur Forrest (en), fut envoyée en octobre 1757 dans les environs de Saint-Domingue dans l'espoir d'intercepter un convoi marchand français à destination de la France. Cependant, il s'avéra que l'escorte attachée à ce convoi, commandée par Guy François de Kersaint, était lourdement armée. Les Français sortirent pour repousser les Britanniques et un combat s'engagea alors. Opposés à des adversaires supérieurs en puissance de feu, les Britanniques réussirent tout de même à infliger de lourds dégâts à leurs opposants, avant de subir à leur tour des dommages et, après de longues heures d'affrontement, les Français rompirent le combat et rentrèrent au port. L'escadre britannique dut aussi revenir au port pour réparer et le convoi français reprit la mer le mois suivant sans encombre.
Bien que la bataille soit considérée comme indécise tactiquement, les officiers britanniques engagés devinrent des héros populaires grâce à leur audace dans l'affrontement les opposant à de puissants adversaires. Horatio Nelson, alors sur le point d'entamer une carrière dans la marine, était un jeune neveu d'un des officiers présents lors de la bataille. Celui-ci considéra la date de cette bataille comme un bon présage, quand 48 ans plus tard, il affronta la flotte française lors de la bataille de Trafalgar, le 21 octobre 1805.

## Prélude
Les forces britanniques étaient constituée d'un détachement de trois vaisseaux de ligne placés sous le commandement du commodore Arthur Forrest, qui avait été envoyé depuis la Jamaïque par le Rear-Admiral Thomas Cotes avec pour mission d'intercepter un convoi français qui rentrait en métropole. La petite flotte britannique est alors composée de deux 60 canons ; le HMS Augusta, arborant le pavillon de Forrest, et le HMS Dreadnought, sous les ordres du captain Maurice Suckling. Pour les accompagner, le HMS Edinburgh (en) de 64 canons, sous le captain William Langdon. Les Britanniques arrivent au large du Cap-Français dans la matinée du 21 octobre et se préparent à intercepter le convoi.
La flotte française, dédiée à protéger le convoi marchant, était placée sous les ordres de Guy François de Kersaint. Renforcée peu de temps auparavant, elle compte — à l'arrivée des Britanniques — quatre vaisseaux de ligne et trois frégates. Disposant de forces supérieures, Kersaint ordonne à ses vaisseaux de prendre la mer, et de se rendre maître des bâtiments britanniques. Kersaint arbore son pavillon à bord de l'Intrépide, de 74 canons, il a sous ses ordres Le Sceptre, de 74 canons, sous le capitaine Clavel, L’Opiniâtre de 64 canons, sous le capitaine Mollieu et le Greenwich, de 50 canons, sous le capitaine Foucault. Cette flotte est renforcée par la présence de la frégate Outarde, de 44 canons, et deux frégates de 32 canons, La Sauvage et La Licorne.

## La bataille
Se rendant compte que l'escorte française était plus importante que prévu et qu'elle manœuvrait pour intercepter les bâtiments britanniques, Forrest convoque ses capitaines pour un conseil à bord de son vaisseau. Les trois capitaines se retrouvent sur le gaillard d'arrière de l’Augusta, et Forrest déclare « Et bien, Messieurs, voyez comme ils sortent pour engager le combat »,. Suckling répond « Je pense qu'il serait dommage de les décevoir », ce à quoi Langdon acquiesça. Forrest clos alors la discussion en disant « Très bien, retournez à bord de vois vaisseaux », ce Langdon et Suckling font, le conseil de guerre ayant duré que quelques secondes.
Les Britanniques manœuvrent de façon à former une ligne de bataille et, malgré la supériorité française, mettent les voiles en direction des Français. Suckling sur le Dreadnought est en tête, suivi de Forrest sur l’Augusta au centre, et de Langdon sur l’Edinburgh à l'arrière,. Le combat débute à 15 h 20 et dure deux heures et demie, jusqu'à ce que Kersaint fasse signe à l'une de ses frégates de prendre à la remorque son vaisseau amiral, L'Intrépide, et de le sortir de la ligne. Cet ordre sème la confusion au sein de la ligne française, et L'Intrépide, Le Superbe et le Greenwich se retrouvent bord à bord. Ils sont alors lourdement canonnés par l'Augusta et l’Edinburgh jusqu'à ce qu'ils parviennent à se dégager.
Les autres vaisseaux français s'éloignent peu à peu de centre du combat. Les vaisseaux britanniques ne sont pas en mesure de leur donner la chasse. Ils comptent 23 tués et 89 blessés à leurs bords, et leur mâture et voilure avaient été fortement endommagées,. Le Dreadnought, qui a perdu son grand mât et son mât de misaine, est incapable de se lancer à la poursuite des Français, l'escadre britannique se retire en direction de la Jamaïque pour effectuer des réparations,. Kersaint, qui avait été blessé au cours de la bataille, rentre lui aussi au Cap-Français pour réparer, avant de reprendre la mer, avec son convoi, et d'atteindre la France au mois de novembre,. Les pertes française pendant ce combat sont évaluées entre 500  et   600 tués et blessés par les historiens britanniques, L’Opiniâtre est démâté alors que Greenwich parvient à rentrer au port malgré plusieurs voies d'eau. Parmi les victimes britanniques, on compte un premier lieutenant et huit marins tués, et vingt-neuf blessés à bord de l’Augusta, neuf tués et trente blessés à bord du Dreadnought, cinq tués et trente blessés à bord de l'Edinburgh.

## Épilogue
L'issue de la bataille est indécise, en effet, malgré les dégâts et les pertes humaines infligés à la flotte française, Kersaint parvient — après quelques semaines de réparation — à conduire son convoi sain et sauf jusqu'en France. Cependant, il convient de reconnaître le courage et la ténacité des officiers britanniques qui n'hésitèrent pas à engager le combat contre un ennemi supérieur en nombre. L'historien britannique John Knox Laughton déclare, avec un brin de partialité, « … le combat revient à Forrest et à ses compagnons, qui n'avaient pas hésité à attaquer une force très supérieure, et à la combattre sans désavantage »,. Kersaint connait un revers plus grand alors qu'il approchait des côtes françaises et arrivait à destination. Sa flotte est prise dans une tempête, et, trois de ses vaisseaux - L’Opiniâtre, le Greenwich et L'Outarde vont s'échouer et s'abîmer sur la côte. La perte du Greenwich, le 1er janvier 1758, marque la fin de sa carrière au service de la marine française. Le Greenwich était à l'origine un vaisseau britannique, qui avait été capturé par une escadre française sous les ordres du chef d'escadre Joseph de Bauffremont le 18 mars 1757, alors qu'il naviguait au large de Saint-Domingue sous les ordres du captain Robert Roddam. Roddam avait été poursuivi, deux jours entiers, avant d'être rejoint et capturé par Le Diadème, de 74 canons, et L'Éveillé, de 64 canons.
En Grande-Bretagne, la mémoire de la bataille, et la perception de l'héroïsme britannique perdure pendant tout le XVIIIe siècle. Le neveu de Maurice Suckling, Horatio Nelson avait connaissance des exploits de son oncle et, 48 ans plus tard, jour pour jour, le 21 octobre 1805 au matin, le chirurgien du HMS Victory, William Beatty l'entend dire que « le 21 octobre est le jour de l'année le plus heureux [célébré?] au sein de sa famille » ; sans préciser la raison de tels propos. Nelson avait auparavant eu, tout au long de la journée, un fort pressentiment quant à l'issue du combat qu'il allait livrer et s'en était ouvert au captain Hardy et au docteur Scott… « Le 21 octobre sera notre jour »,. Le 21 octobre sera en effet le jour de la victoire de Nelson, et de sa mort, à la bataille de Trafalgar.

### Sources et bibliographie
- (en) John Knox Laughton, Horatio Nelson, Kessinger Publishing, 2005 (ISBN 1-4179-6370-0)
- (en) David Marley, Wars of the Americas : A Chronology of Armed Conflict in the New World, 1492 to the Present, Santa Barbara (Calif.)/Denver (Colo.)/Oxford, ABC-CLIO, 1998, 722 p. (ISBN 0-87436-837-5, présentation en ligne)
- (en) Nicholas Harris Nicolas, The dispatches and letters of vice admiral… Nelson, with notes by sir N.H. Nicolas, vol. 7, Londres, Henry Colburn, 1846
- (en) Isaac Schomberg, Naval Chronology : or, An Historical Summary of Naval & Maritime Events, from the Time of the Romans, to the Treaty of Peace, 1802, vol. 1, Londres, T. Egerton by C. Roworth, 1802.
- Henri Rivière, Histoire maritime de la France au dix-huitième siècle, t. 2, Paris, Le Normant, 1855, 471 p. (lire en ligne)
- Onésime Troude, Batailles navales de la France, t. 1, Paris, Challamel aîné, 1867-1868, 453 p. (lire en ligne)
- Georges Lacour-Gayet, La Marine militaire de la France sous le règne de Louis XV, Honoré Champion éditeur, 1902, édition revue et augmentée en 1910 (lire en ligne)